# Is Molas Challenge
De Is Molas Challenge was een golftoernooi van de Europese Challenge Tour. Het werd gespeeld op de Is Molas Golf op Sardinië.

## Winnaars
- 1996:  Simon Burnell (-1)
- 1997:  Andrew Collison (-7)
- 1998:  Magnus Persson (-5)
- 1999:  Bradley Dredge (-18)